# Cencia (Etiopia)
Cencia, in passato nota come Dincia, è una città nell'Etiopia meridionale. Fino al 1962 fu il capoluogo dell'ex provincia dei Gamo-Gofa, che era stata incorporata nell'impero abissino dall'imperatore etiope Menelik II negli anni 1880.
La città si trova nella Regione delle Nazioni, Nazionalità e Popoli del Sud e insieme ai suoi dintorni formano un distretto amministrativo separato, il Woreda di Cencia.

## Storia

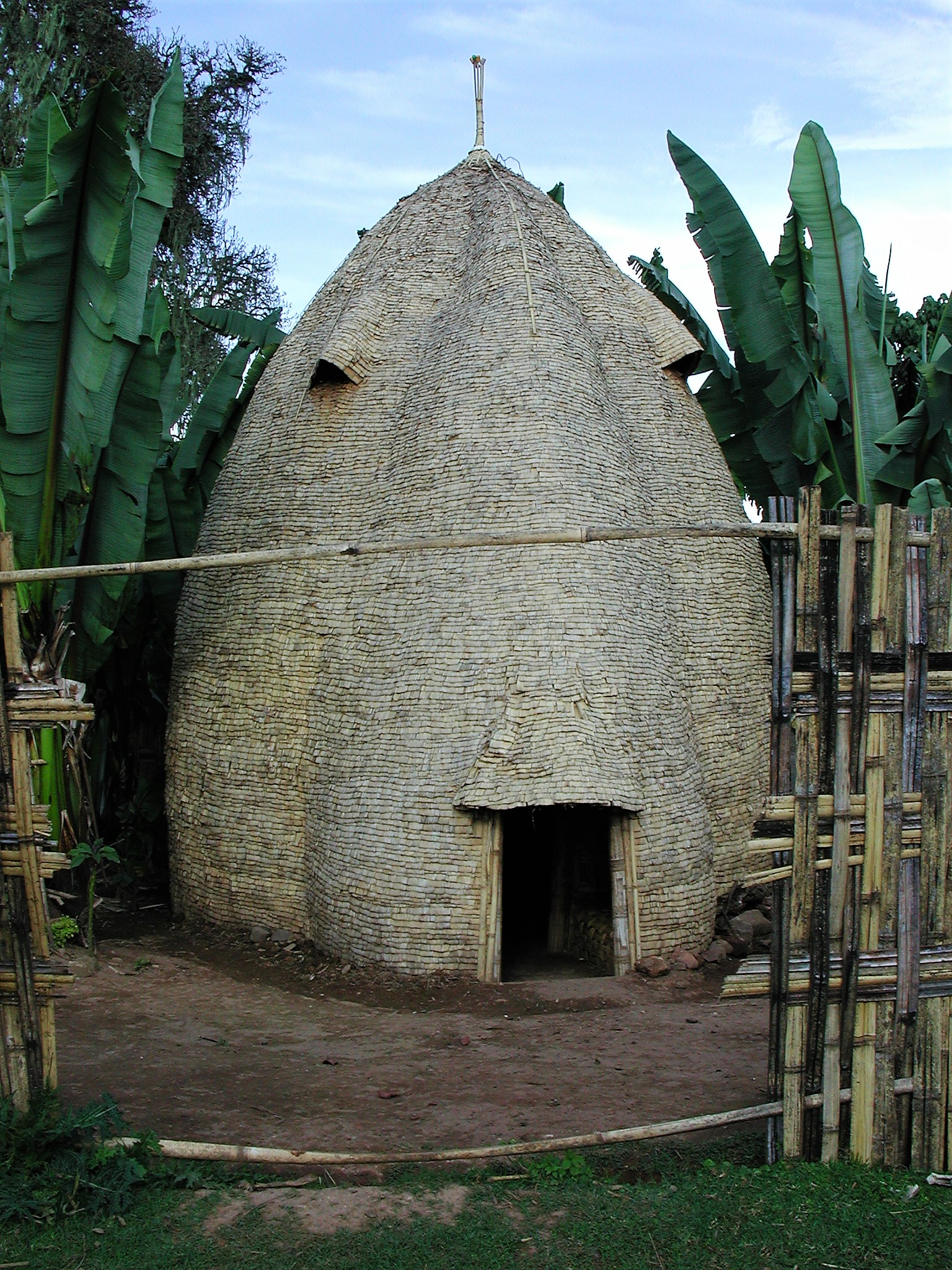
Casa di bambù a Cencia nel 2003

Il degiasmacc Beyene Merid stabilì a Cencia la sua sede come governatore dei Gamo-Gofa nel 1935, quando fu visitato dai missionari e da una spedizione tedesca. Chencha è nota per le sue alte case di bambù; soprattutto quelle più vecchie possono essere fino a 5 metri e in passato si metteva sul tetto un uovo di struzzo. La durata della vita di una casa di bambù è di circa 60 anni e più. Possono essere trasportati in un nuovo sito se le parti in decomposizione o le termiti diventano un problema.
Cencia è stata la capitale della provincia dei Gamo-Gofa fino a quando quegli uffici non furono trasferiti nella città più accessibile di Arba Minch nel 1962. È stato il centro amministrativo di Cencia woreda almeno dal 1964.
La città di Cencia è nota per l'abbigliamento tradizionale di Shema in quanto comprende i Dorze e altre comunità con attività di tessitura tradizionali.

## Società

### Evoluzione demografica
Il censimento nazionale del 1994 riportava che questa città aveva una popolazione totale di 5.787 abitanti, di cui 2.630 maschi e 3.157 femmine. È una delle tre città della woreda di Cencia. Sulla base dei dati dell'Agenzia centrale di statistica pubblicati nel 2005, Cencia ha una popolazione totale stimata di 10.488 abitanti, composta da 4.750 uomini e 5.738 donne.

### Economia
Chencha è una zona a clima temperato con la capacità di produzione potenziale e attuale di frutta e verdura, diversi tipi di radici, cereali e alberi da legname. La città di Cencia è un luogo di attrazione turistica per le sue bellezze naturali, essendo in una splendida posizione su una dorsale rivestita di Muse, in vista del Lago Margherita e Lago Ruspoli.

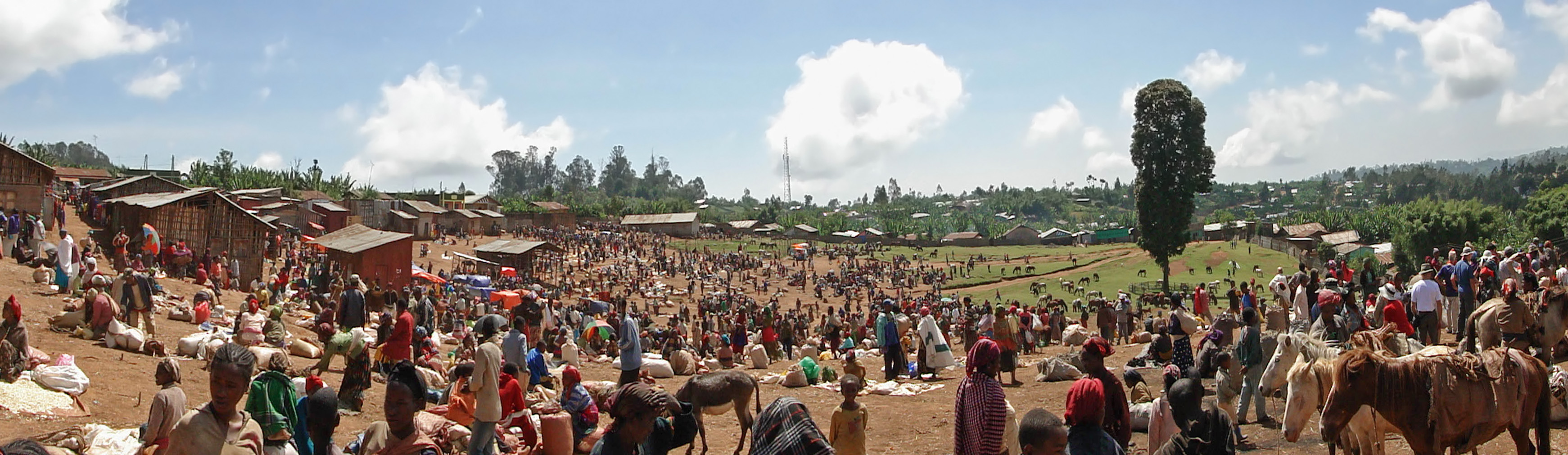
Mercato di Cencia